# Amaryllideae
Amaryllideae — триба однодольних рослин підродини Amaryllidoideae. Представники цієї триби — трав'янисті багаторічні рослини, поширені переважно в Африці на південь від Сахари (виняток становить пантропічний рід Crinum). До триби належить чотири підтриби: Amaryllidinae, Boophoninae, Crininae і Strumariinae.
Види родів кринум (Crinum), амариліс (Amaryllis), неріне (Nerine) широко використовують у квітникарстві. У країнах з теплим кліматом їх культивують у відкритому або напівзакритому ґрунті, а в умовах холодного клімату їх вирощують в оранжереях і як кімнатні рослини. Виведено багато садових форм амарилісу, а також міжродових гібридів за його участю.

## Філогенетичні зв'язки
За даними  молекулярно-філогенетичних досліджень, філогенетичні зв'язки підтриб мають такий вигляд:

|  | Підтриба Boophoninae (рід Boophone) |
|  | |
|  | \| \| Підтриба Crininae[en] (роди кринум, Ammocharis[en], Cybistetes[en]) \| \| \| \| \| \| Підтриба Strumariinae[en] (роди Crossyne[en], Strumaria[en], Nerine, Hessea, Brunsvigia, Namaquanula[en]) \| \| \| \| |
|  | |
|  | Підтриба Crininae (роди кринум, Ammocharis, Cybistetes) |
|  | |
|  | Підтриба Strumariinae (роди Crossyne, Strumaria, Nerine, Hessea, Brunsvigia, Namaquanula) |
|  | |

|  | Підтриба Crininae (роди кринум, Ammocharis, Cybistetes)                                   |
|  |                                                                                           |
|  | Підтриба Strumariinae (роди Crossyne, Strumaria, Nerine, Hessea, Brunsvigia, Namaquanula) |
|  |                                                                                           |

|  | Підтриба Boophoninae (рід Boophone) |
|  | |
|  | \| \| Підтриба Crininae[en] (роди кринум, Ammocharis[en], Cybistetes[en]) \| \| \| \| \| \| Підтриба Strumariinae[en] (роди Crossyne[en], Strumaria[en], Nerine, Hessea, Brunsvigia, Namaquanula[en]) \| \| \| \| |
|  | |
|  | Підтриба Crininae (роди кринум, Ammocharis, Cybistetes) |
|  | |
|  | Підтриба Strumariinae (роди Crossyne, Strumaria, Nerine, Hessea, Brunsvigia, Namaquanula) |
|  | |

|  | Підтриба Crininae (роди кринум, Ammocharis, Cybistetes)                                   |
|  |                                                                                           |
|  | Підтриба Strumariinae (роди Crossyne, Strumaria, Nerine, Hessea, Brunsvigia, Namaquanula) |
|  |                                                                                           |